# Reuzenwaterwantsen
Reuzenwaterwantsen (Belostomatidae) zijn een familie van insecten die behoren tot de wantsen (Heteroptera). Het is een bekendere groep van insecten omdat ze behoorlijk groot kunnen worden en een lichaamslengte kunnen bereiken van meer dan tien centimeter. Binnen het Nederlands taalgebied komen de wantsen onder andere voor in Suriname, waar ze 'waterkakkerlakken' worden genoemd. Reuzenwaterwantsen zijn roofzuchtige jagers die op relatief grote prooien jagen. De buit wordt vervolgens leeggezogen door de voor wantsen kenmerkende zuigsnuit.
Reuzenwaterwantsen komen voor in Noord-Amerika, Zuid-Amerika, noordelijk Australië en in Azië. Ze leven in stilstaande zoete wateren en omdat ze kunnen vliegen worden de wantsen regelmatig op het land aangetroffen.

## Uiterlijke kenmerken
De meeste soorten bereiken een totale lichaamslengte van acht tot elf centimeter en hiermee zijn de wantsen een van de grootste insecten. Het lichaam van de wants bestaat net als bij andere insecten uit drie delen. De kop is het voorste deel en draagt verschillende gepaarde aanhangsels zoals palpen, antennes en kaken.
Het borststuk bestaat uit drie delen, ieder thoraxdeel draagt een paar poten en het eerste en tweede deel, gezien vanaf de kop, draagt daarnaast een paar vleugels. Het bovenste paar vleugels worden de voorvleugels genoemd en dienen om het achterste paar te beschermen. Dit achterste vleugelpaar wordt aangeduid met de achtervleugels, deze vleugels worden gebruikt om mee te vliegen. Ze zijn dun en vliezig en worden in rust opgevouwen. Reuzenwaterwantsen zijn goede vliegers die een uitgeputte voedselbron verlaten en op zoek gaan naar een ander water.
Het achterlijf wordt aan de bovenzijde geheel verborgen door de vleugels. Aan de onderzijde zijn de segmenten van het achterlijf echter goed te zien. Aan de achterzijde van het achterlijf zijn twee aanhangsels gelegen die er tezamen als rietje uitzien. Met deze samengestelde buis haalt de wants adem aan de oppervlakte terwijl het lichaam onderwater blijft.

## Voedsel

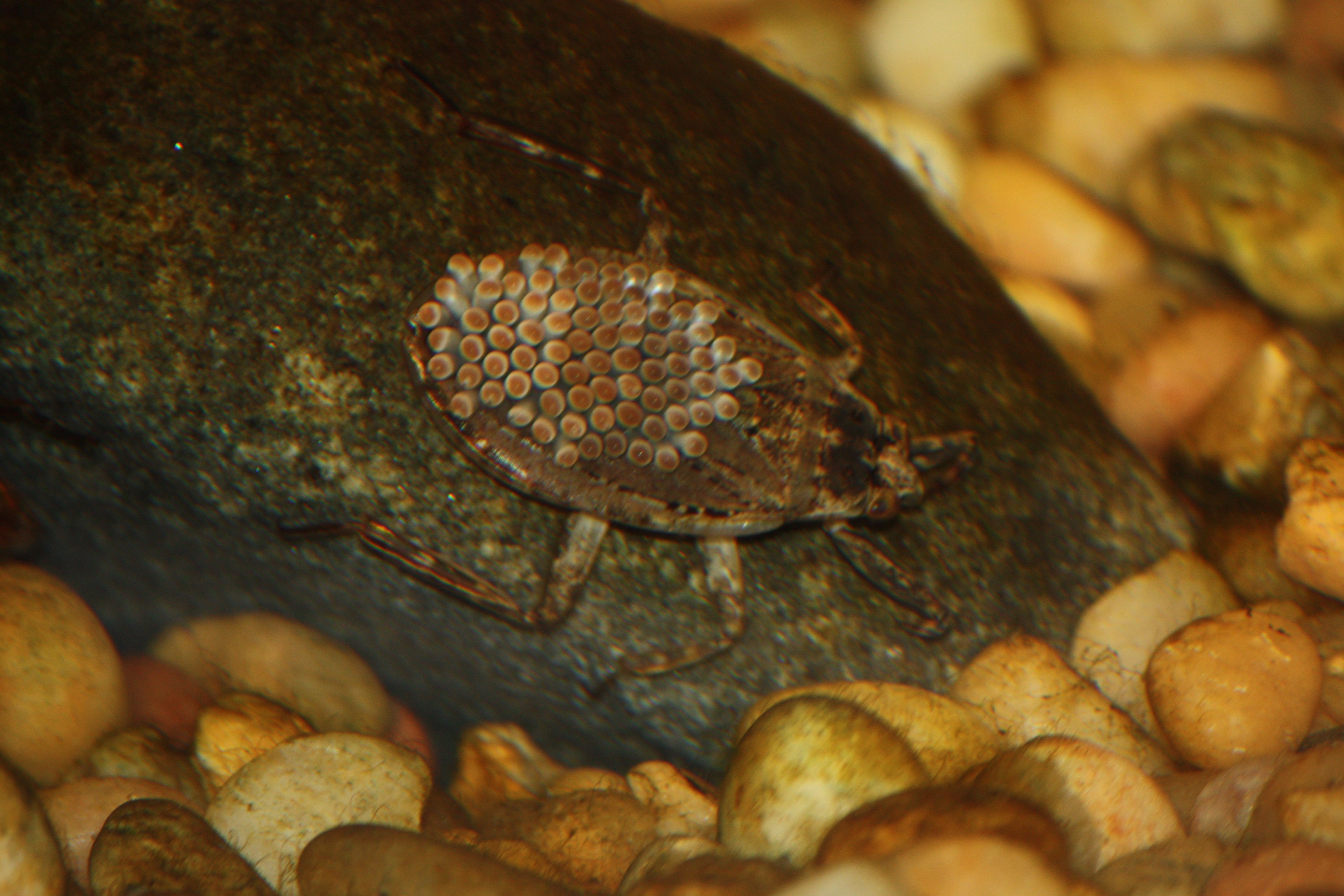
Eierdragend mannetje van de soort Abedus herberti.

In tegenstelling tot andere waterwantsen, zoals de staafwants (Ranatra linearis) en de waterschorpioen (Nepa cinerea), zijn de reuzenwaterwantsen allemaal zeer actief. Reuzenwantsen zijn de gehele dag actief terwijl de waterschorpioen en de staafwants loeren vanuit een hinderlaag en de hele dag stilzitten. Ze kennen ook geen broedzorg in tegenstelling tot de complexe handelingen die de reuzenwantsen verrichten. De reuzenwaterwantsen hebben hierdoor een grote voedselbehoefte en staan bekend als uitzonderlijk vraatzuchtig. Hun grootte stelt ze in staat om grotere prooien te overmeesteren, en de lange harde zuigsnuit pompt eerst gif in een prooi zodat deze verlamd raakt. De meeste in het water levende wantsen jagen op lagere dieren zoals wormen en slakken, of zachte dieren zoals kikkervisjes. De grotere en meer gespecialiseerde soorten kunnen kleine visjes en andere waterinsecten aan, die een hardere bepantsering hebben. De reuzenwaterwantsen echter leven voornamelijk van kikkervisjes, vissen en zelfs kleine kikkers. Daarnaast grijpt de wants alles wat niet te groot is, er is een recente waarneming van een wants die een buitgemaakte jonge schildpad leegzuigt.
Een belangrijke vijand van de wants is de mens, die in Azië intensief jacht maakt op de dieren. De wantsen worden gezien als plaag in viskwekerijen en daar zijn delen van het verspreidingsgebied rijk aan. De wants wordt in Azië gegeten door de bevolking, hiertoe worden de dieren eerst gefrituurd.

## Voortplanting en ontwikkeling

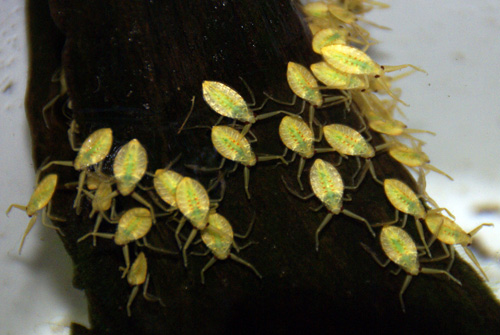
Jonge nimfen van een Lethocerus-soort.

Wantsen behoren tot de insecten die een onvolledige gedaanteverwisseling kennen; de Exopterygota. Ze veranderen in stapjes tot het volwassen stadium waarbij ze zich steeds verder ontwikkelen. De andere groep van insecten verandert in een keer van larve tot adult, deze insecten kennen een popstadium.
De reuzenwaterwantsen kennen een verregaande vorm van broedzorg waarbij de eieren worden beschermd tot ze zijn uitgekomen. De eieren worden door het vrouwtje op de rug van het mannetje geplakt. Dit is een opmerkelijk gezicht want bij het op de rug plaatsen van de eieren lijkt het mannetje geagiteerd door flink te spartelen. Het lukt een vrouwtje echter vrijwel altijd om zijn gehele voorvleugels te voorzien van een laag eieren die netjes in rijen worden afgezet. Het mannetje zwemt zo een paar dagen met de eitjes rond, tot de larven uitkomen. Deze verspreiden zich direct door het water maar door de lijmlaag blijven restanten eierschaal achter op de rug. Zodra het mannetje een ander drachtig vrouwtje tegenkomt begint deze direct de restanten van de voorvleugels af te schrapen. Vervolgens wordt het mannetje opnieuw bedekt met eitjes, net zo lang tot de vrouwtjes van hun voorraad af zijn. Een vrouwtje zet ongeveer 150 tot 175 eitjes af en hiervoor zijn twee tot vier mannetjes benodigd.
Als de jonge wantsen uit het ei kruipen zijn het al miniatuurversies van hun ouders al zijn ze veel kleiner. De jonge wantsen worden de nimfen genoemd, ze hebben nog geen vleugels en hebben vaak een andere kleur als de volwassen exemplaren. Ze zijn al direct roofzuchtig maar ze zijn slechts enkele millimeters lang en leven van kleine prooidieren.

## Taxonomie
De reuzenwaterwantsen worden verdeeld in dertien geslachten die gegroepeerd worden in drie subfamilies:
- Belostomatinae
  - Abedus
  - Appasus
  - Belostoma
  - Diplonychus
  - Hydrocyrius
  - Limnogeton
  - Poissonia
  - Sphaerodema
  - Weberiella
- Lethocerinae
  - Lethocerus
  - Benacus
  - Kirkaldyia
- Horvathiniinae
  - Horvathinia